# Молдовсько-румунські відносини
Молдовсько-румунські відносини — двосторонні дипломатичні відносини між Молдовою та Румунією. Румунія є членом НАТО (Молдова — член Індивідуального партнерського плану) та Європейського Союзу (Молдова — країна Східного партнерства). Протяжність державного кордону між країнами становить 683 км.

## Історія
У 1990-ті відносини між країнами були загалом добрими. Румунія була першою державою, яка визнала незалежність Молдови і надавала істотну підтримку у становленні органів влади молодої республіки. Молдавани і румуни мали різне відношення до основних соціальних та політичних питань, внаслідок того, що Молдова була частиною Російської імперії (Бессарабська губернія) і Радянського Союзу (Молдавська Радянська Соціалістична Республіка), а Румунія була незалежним королівством, а потім стала соціалістичною республікою. У 1990-ті роки багато румунів сприймали молдаван як «зросійщених» і ставилися до них нетерпляче, що заважало подолати культурні відмінності і було джерелом незадоволення серед більшості молдаван. У ті роки Президент Румунії Іон Ілієску намагався підтримувати позитивні відносини з Росією і не став втручатися у Збройний конфлікт у Придністров'ї.
У Молдові є політичні партії, які виступають за об'єднання з Румунією. Серед можновладців Молдови спостерігалося також прагнення інтеграції країни до Європейського Союзу за збереження незалежності Молдови. У жовтні 2009 року прем'єр-міністр Молдови Влад Філат заявив, що «Молдова відбулася як держава, і люди, які тут живуть, вважають себе громадянами цієї країни. Об'єднання не хоче населення, і воно неможливе юридично». Ідеї уніонізму часом висловлюють багато молдавських політиків, проте ці ідеї згодом ставали все більш символічними. З'явився зворотний напрямок у житті молдаван — молдовенізм. За двадцять років, що минули з розпаду СРСР, у Молдові, Гагаузії та ПМР встигли сформуватися свої політичні та економічні еліти, які не бажають ділитися своєю владою з румунськими. Об'єднання призвело б до автоматичної ліквідації всіх дублюючих посад (президента, парламенту, міністерств тощо), а до цього молдавські та інші національно-регіональні політики, які відчули себе господарями у своїй країні чи регіоні, вже не готові. Тим не менш, 25 березня 2012 року в Кишиневі відбулося зіткнення між уніоністами та молдовеністами.
Румунія чинить тиск на Молдову щодо зміни державної мови: у 2012 році з'явилося повідомлення, що Румунія «заблокує приєднання Молдови до Європейського союзу, якщо Кишинів не відмовиться від історичної назви своєї мови молдавська мова і не погодиться з визнанням її „румунською“». Сусідній Україні також пропонується населення прикордонних районів вважати такими, що говорять, не молдавською, а румунською мовою. Румунська академія заявила, що стурбована «новими спробами ввести в офіційне використання в Республіці Молдова та інших сусідніх регіонах, населених румунами, неіснуюче поняття молдавська мова». Колишній президент Румунії Йон Ілієску публічно заявив, що «молдавська нація та молдавська мова — це імперські, російські та радянські теорії».
8 травня 2013 року парламент Румунії ухвалив закон, який оголошує румунами всі романські народи, що населяють Балкани. За цим законом немає молдаван — є лише бессарабські румуни.
27 серпня 2014 року Молдова зробила невеликий, але символічний крок у бік послаблення своєї залежності від імпорту російського газу, почавши імпортувати газ із Румунії. Молдовська влада аргументувала цей крок своїми побоюваннями щодо постачання газу з Росії напередодні зимового сезону через війну на сході України. Румунією було збудовано трубопровід завдовжки 43 кілометри до 23-ї річниці незалежності Республіки Молдова від Радянського Союзу. 27 серпня 2015 року посол США в Кишиневі Джеймс Петтіт заявив, що Молдова має залишатися суверенною та незалежною державою, а можливе приєднання до Румунії не призведе до позитивних результатів. Він також заявив, що Молдова не є Румунією, оскільки має свою власну історію, багатонаціональне суспільство, яке розмовляє різними мовами. Джеймс Петтіт також зазначив проблеми у самопроголошеному Придністров'ї, центральний уряд не може контролювати цю територію, яка потребує особливого статусу всередині Молдови. 27 грудня 2016 року Ігор Додон, президент Республіки Молдова, підписав розпорядження про звільнення з посади міністра оборони Анатолія Шалару. Він аргументував своє рішення тим, що Анатолій Шалару порушив Конституцію країни шляхом «загравання з НАТО» та «підтримкою об'єднання Республіки Молдова з Румунією» .

## Румунізація Молдови
За даними на 2012 рік принаймні 15 центральних та місцевих газет і журналів Молдови фінансувалося з держбюджету Румунії.

## Міжнародна торгівля
У 2014 році Румунія була головним торговельно-економічним партнером Молдови, експортувавши товарів із цієї країни на суму 504 млн. доларів США . У 2015 році молдавський експорт до Румунії склав суму 446 370 394 доларів США, а імпорт Молдовою товарів з Румунії склав суму 555 137 307 доларів США .